# Orchelimum carinatum
Orchelimum carinatum är en insektsart som beskrevs av Walker, T.J. 1971. Orchelimum carinatum ingår i släktet Orchelimum och familjen vårtbitare. Inga underarter finns listade i Catalogue of Life.